# Ieva Zasimauskaitė
Ieva Zasimauskaitė-Kiltinavičienė, född 2 juli 1993, är en litauisk sångerska som representerade Litauen i Eurovision Song Contest 2018 med sin låt "When We're Old".
Ieva är en följare av Krishnarörelsen, vilket gör henne till den första hindun att tävla på Eurovision.